# Waldemar Hanasz
Waldemar Hanasz (ur. 1 sierpnia 1958) – polski szachista.

## Kariera szachowa
W 1975 r. zdobył w Legnicy tytuł mistrza Polski juniorów do 17 lat. W 1976 r. wystąpił w rozegranym w Bydgoszczy finale indywidualnych mistrzostw Polski (w turnieju rozegranym systemem szwajcarskim zajął 51. miejsce w stawce 64 zawodników). W 1985 r. odniósł największy sukces na arenie międzynarodowej, zwyciężając w otwartym turnieju w Cappelle-la-Grande.
W barwach klubu "Chemik" Bydgoszcz trzykrotnie zdobył medale drużynowych mistrzostw Polski: srebrny (Jaszowiec 1984) oraz dwa brązowe (Gdynia 1982, Kule 1983).
Najwyższy ranking w karierze osiągnął 1 lipca 1987 r., z wynikiem 2315 punktów dzielił wówczas 75-83. miejsce wśród polskich szachistów. Od 1990 r. nie startuje w turniejach klasyfikowanych przez Międzynarodową Federację Szachową.